# Peter Kiều Công Tùng

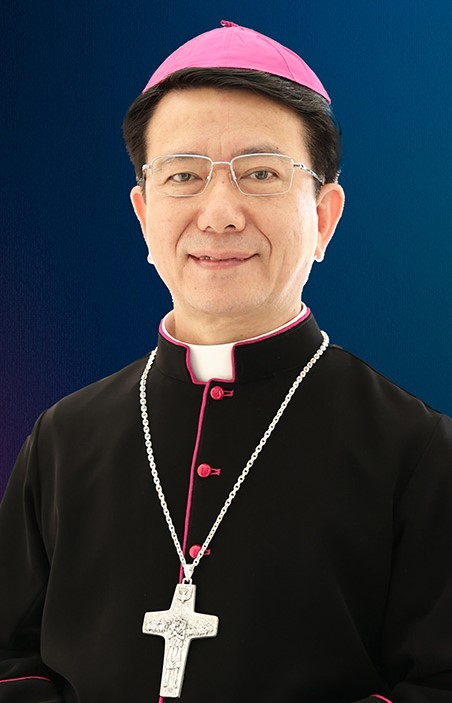
Bischof Kieu Cong Tung

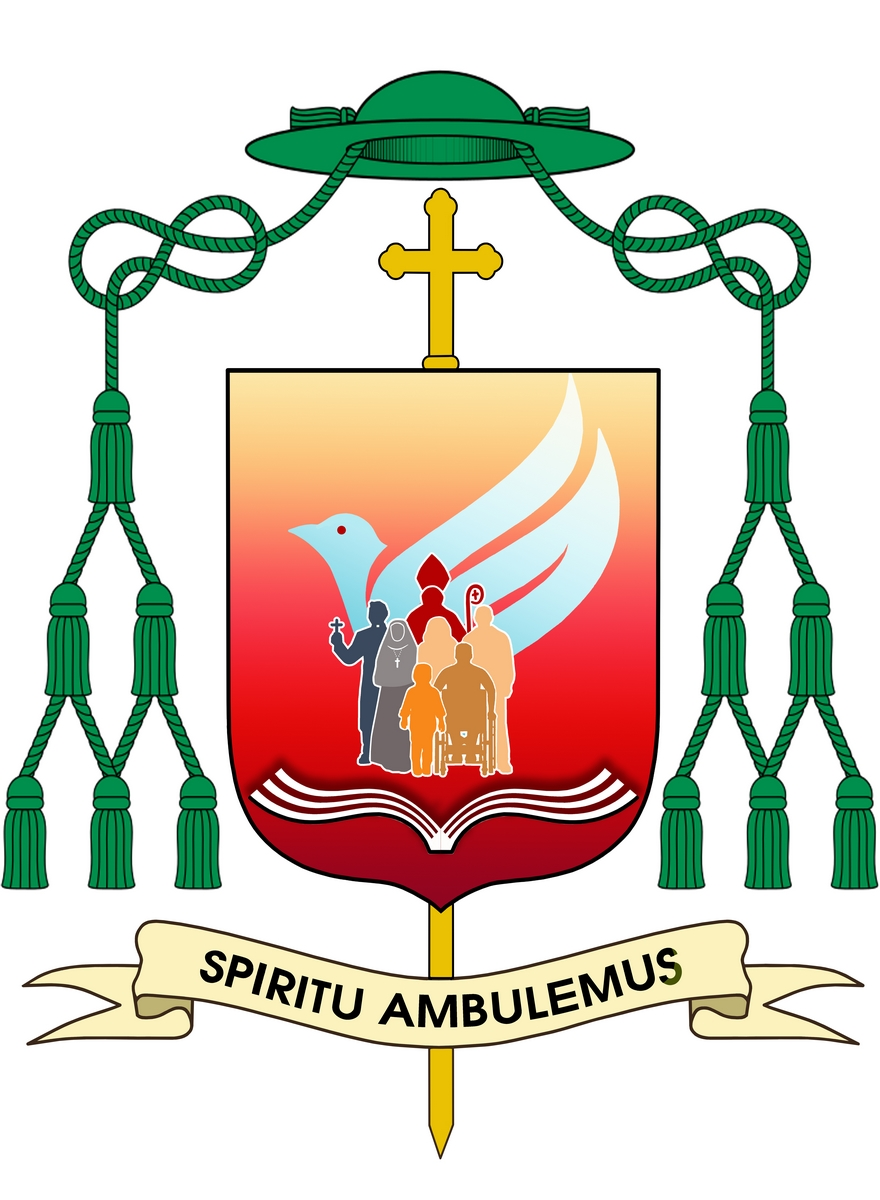
Bischofswappen

Peter Kiều Công Tùng (vietnamesisch Phêrô Kiều Công Tùng, * 24. August 1964 in Saigon) ist ein vietnamesischer Geistlicher und römisch-katholischer Bischof von Phát Diệm.

## Leben
Peter Kiều Công Tùng studierte Philosophie und Theologie am Priesterseminar des Erzbistums Ho-Chi-Minh-Stadt, für das er am 30. Juni 1999 das Sakrament der Priesterweihe empfing.
Nach Aufgaben als Kaplan in Bui Phat war er von 2003 bis 2004 Wissenschaftlicher Assistent am Priesterseminar in Ho-Chi-Minh-Stadt. Anschließend studierte er von 2004 bis 2009 in den Vereinigten Staaten und erwarb den Mastergrad in Pastoral sowie den Master of Sacred Music am Boston College. Außerdem erwarb er an der Boston University einen Master of Sacred Theology. Nach der Rückkehr nach Vietnam war er bis 2010 an der Kathedrale Notre-Dame von Saigon in der Pfarrseelsorge tätig. Seither war er Kanzler der Diözesankurie und Dozent am Priesterseminar.
Am 25. März 2023 ernannte ihn Papst Franziskus zum Bischof von Phát Diệm. Die Bischofsweihe spendete ihm der Erzbischof von Ho-Chi-Minh-Stadt, Joseph Nguyen Nang, am 16. Mai desselben Jahres in der Kathedrale von Phát Diệm. Mitkonsekratoren waren der Bischof von Hà Tĩnh, Louis Nguyễn Anh Tuấn, und der Bischof von Vĩnh Long, Peter Huỳnh Văn Hai.